# Jaczków

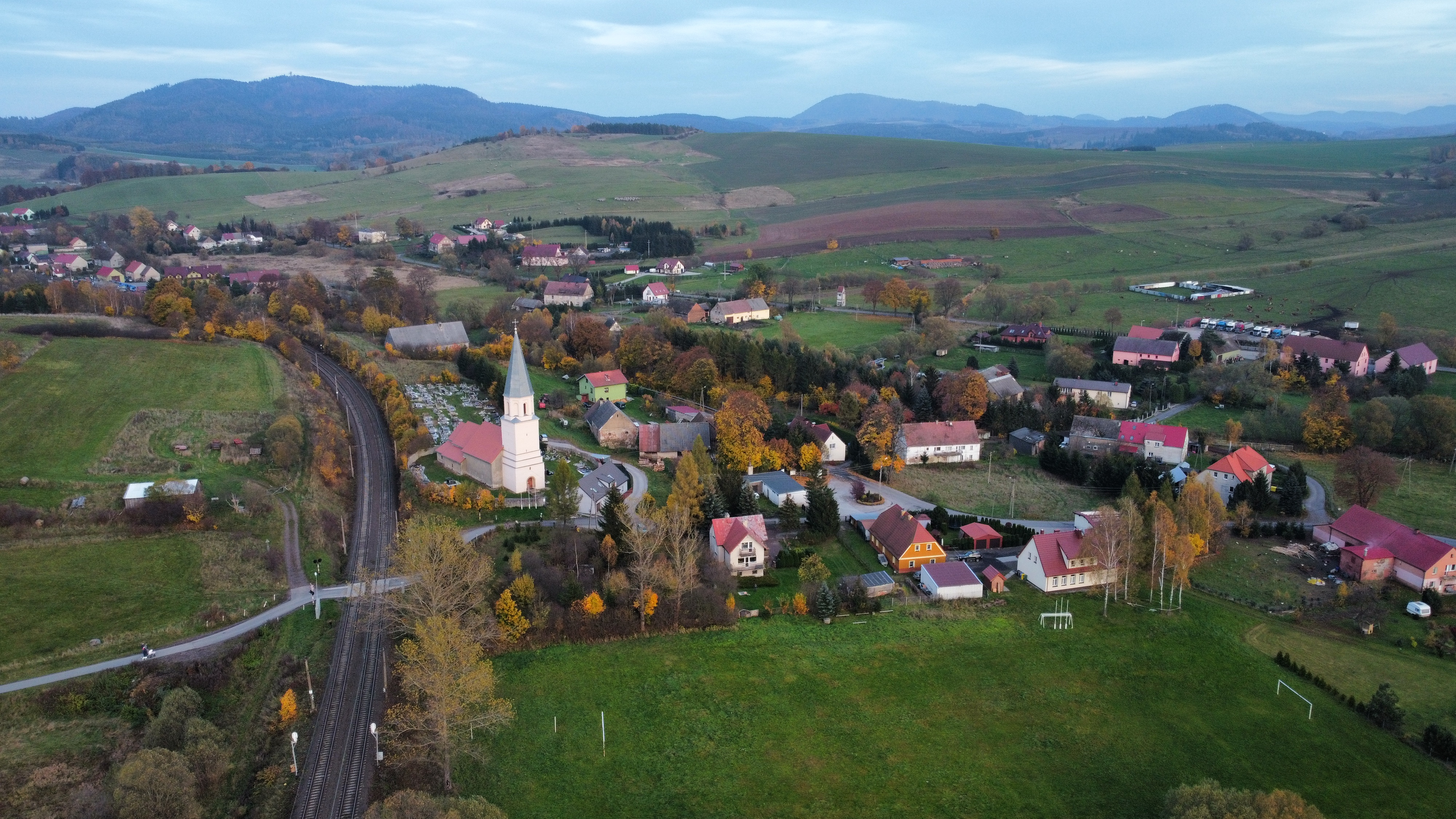
Luftbild von Jaczków

Jaczków (deutsch: Hartmannsdorf) ist ein Ort in der Landgemeinde Czarny Bór (Schwarzwasser) im Powiat Wałbrzyski (Kreis Waldenburg) der Woiwodschaft Niederschlesien in Polen.

## Geografie
Der Ort liegt in den Mittelsudeten im Waldenburger Bergland am Fluss Lesk (Lässig) in einem  Tal zwischen dem Trójgarb (Sattelwald) und Krąglak-Massiv im Norden.

## Geschichte
Die örtliche Kirche soll im 12. bis 13. Jahrhundert zusammen mit einem Nonnenkloster erbaut worden sein. Im Zuge der Gegenreformation war sie seit dem 12. Februar 1654 mit der katholischen Pfarrkirche von Gießmannsdorf im Herzogtum Schweidnitz-Jauer verbunden. Nach dem Ersten Schlesischen Krieg 1742 fiel Hartmannsdorf zusammen mit dem größten Teil von Schlesien an Preußen. Die alten Verwaltungsstrukturen wurden aufgelöst und Hartmannsdorf in den Kreis Landeshut eingegliedert, mit dem es bis zu seiner Auflösung 1945 verbunden blieb.
Der Kaufpreis des Gutes betrug 1840 52.000 Reichstaler. 1845 war der Dominium-Besitzer der ehemalige Maschinenbau-Werkmeister Johann Jakob Späht. Damals zählte Hartmannsdorf ein herrschaftliches Schloss und ein Vorwerk im Dorf, 667 überwiegend evangelische Einwohner (35 katholisch), evangelische Kirche zu Landeshut, eine evangelische Schule nur für diesen Ort und der Kollatur der Grundherrschaft, eine katholische Majoratskirche (eingepfarrt Hartmannsdorf und die Kolonie Seidligau), eine herrschaftliche Brau- und Brennerei, eine Wassermühle, eine Sägemühle, vier Lohmühlen, vier Schankhäuser, zwei Ziegeleien, sieben Leinwebstühle, 18 Handwerker und drei Händler. Zur Gemeinde gehörten außerdem das Busch- oder Puschvorwerk, eine Schäferei sowie das außerhalb gelegene Ober-Vorwerk.
Als Folge des Zweiten Weltkriegs fiel Hartmannsdorf 1945 mit fast ganz Schlesien an Polen und wurde in Jaczków umbenannt. Die deutsche Bevölkerung wurde vertrieben. Die neuen Bewohner waren zum Teil Heimatvertriebene aus Ostpolen, das an die Sowjetunion gefallen war. 1975–1998 gehörte Jaczków zur Woiwodschaft Waldenburg.

## Sehenswürdigkeiten
- Die Kirche von Hartmannsdorf wurde Ende des 16. Jahrhunderts mit dem Patrozinium des hl. Michael an der Stelle eines Vorgängerbaus, der 1335 erwähnt worden war, errichtet. Im 17. und 19. Jahrhundert wurde sie umgebaut. Der Hauptaltar im Stil der Spätrenaissance wurde 1612 vom Bildhauer Christoph Kower geschaffen. Das Taufbecken entstand 1601, die Kanzel im 19. Jahrhundert. Im Chor und in der Kapelle befinden sich Epitaphien mit Angehörigen der Adelsgeschlechter von Reichenbach, von Hoberg und von Glaubitz. Der rechteckige Turm mit oktoganalem Aufsatz entstand 1586. Nach dem Übergang an Polen 1945 wurde als Kirchenpatronin die Muttergottes von Tschenstochau (polnisch Kościół Matki Bożej Częstochowskiej) gewählt.